# بيفر بروك (ويسكونسن)
بيفر بروك (بالإنجليزية: Beaver Brook, Wisconsin)‏ هي بلدة تقع بولاية ويسكونسن في الولايات المتحدة. تبلغ مساحتها 85.3 (كم²)، وترتفع عن سطح البحر 360 م، بلغ عدد سكانها 643 نسمة في عام 2000 حسب إحصاء مكتب تعداد الولايات المتحدة وتصل الكثافة السكانية فيها 7.7 نسمة/كم2.

## وصلات خارجية
- The US50 - Cities and Towns in Wisconsin State
- Wisconsin Cities and Towns, Facts, Map, Flag, Colleges, Government, and More